# Guatemala en los Juegos Olímpicos de Río de Janeiro 2016
Guatemala estuvo representada en los Juegos Olímpicos de Río de Janeiro 2016 por un total de 21 deportistas, 15 hombres y 6 mujeres, que compitieron en 10 deportes.
La portadora de la bandera en la ceremonia de apertura fue la gimnasta artística Ana Sofía Gómez. El equipo olímpico guatemalteco no obtuvo ninguna medalla en estos Juegos.